# Clibadium frontinoense
Clibadium frontinoense là một loài thực vật có hoa trong họ Cúc. Loài này được S.Díaz & Arriagada mô tả khoa học đầu tiên năm 1992.